# Shafer (Minnesota)
Shafer es una ciudad ubicada en el condado de Chisago en el estado estadounidense de Minnesota. En el Censo de 2010 tenía una población de 1045 habitantes y una densidad poblacional de 317,45 personas por km².

## Geografía
Shafer se encuentra ubicada en las coordenadas 45°23′22″N 92°45′3″O / 45.38944, -92.75083. Según la Oficina del Censo de los Estados Unidos, Shafer tiene una superficie total de 3.29 km², de la cual 3.28 km² corresponden a tierra firme y (0.31%) 0.01 km² es agua.

## Demografía
Según el censo de 2010, había 1045 personas residiendo en Shafer. La densidad de población era de 317,45 hab./km². De los 1045 habitantes, Shafer estaba compuesto por el 96.36% blancos, el 0.48% eran afroamericanos, el 0.29% eran amerindios, el 0.19% eran asiáticos, el 0% eran isleños del Pacífico, el 1.05% eran de otras razas y el 1.63% pertenecían a dos o más razas. Del total de la población el 2.01% eran hispanos o latinos de cualquier raza.